# Pauesia juniperaphidis
Pauesia juniperaphidis är en stekelart som först beskrevs av Charles Joseph Gahan 1911.  Pauesia juniperaphidis ingår i släktet Pauesia och familjen bracksteklar. Inga underarter finns listade i Catalogue of Life.